# Assemblée européenne des citoyens
Pour les articles homonymes, voir AEC et HCA.
L'Assemblée européenne des citoyens (AEC) est la branche française du réseau international Helsinki Citizens' Assembly (hCa). Ce réseau international, initié en 1989 au Royaume-Uni, s'est implanté en France en 1990, puis dans une vingtaine d'autres pays. Le hCa déploient de multiples initiatives pour consolider la paix et les droits humains en Europe.

## Helsinki Citizens' Assembly

### Historique
En 1980, alors que la guerre froide redémarre, la Fondation Bertrand Russell pour la Paix britannique lance un appel pour le désarmement nucléaire en Europe, moyen pour aller vers une « Europe unifiée, neutre et pacifique ». Toute une mouvance se reconnaît dans l’esprit de cet appel Russell ou END (pour European Nuclear Disarmament).
Pour Alain Lipietz, le XXIe siècle commence ainsi après la chute du mur à Berlin et la 1re guerre en Irak, mais aussi avec le secours des syndicats, des militants de l'Assemblée européenne des citoyens et avec ces autres qui préparent le premier Sommet de la Terre à Rio de Janeiro en 1992.
De nombreuses personnalités ont participé à la création et aux initiatives de hCa : des responsables politiques tels Václav Havel,  Bronislaw Geremek ou Georges Papandréou, etc., ou des personnalités de la société civile et universitaires comme Sonia Licht ou Nataša Kandić (Serbie), Mient Jan Faber (Pays-Bas), Murât Belge (Turquie), Zdravko Grebo (Bosnie-Herzégovine), Perikles Korovesis (Grèce), Hilary Wainwright (Grande-Bretagne), Sari Nusseibeh (Palestine), Ami Ayalon (Israël), Gustave Massiah (France), etc.

### Principales activités
Le réseau Helsinki Citizens’ Assembly (hCa) est un réseau d’individus, de mouvements et d’organisations qui comprend plus d'une vingtaine de comités et groupes et contact nationaux et entretient des relations avec des réseaux un peu partout dans le monde. Il est constitué par des militants de la paix et des droits de l’homme d’Europe (orientale et occidentale), du Caucase et d’ailleurs, avec l’appui de nombreuses personnalités. Ce réseau a développé une activité importante de solidarité avec les démocrates des pays issus de la Yougoslavie, mais aussi d’autres régions des Balkans, du Caucase, la Russie, l’Asie centrale, le Maghreb.
Le réseau hCa est une structure décentralisée coordonnée par un Comité de coordination internationale. Les membres du réseau organisent des assemblées générales ouvertes, avec plusieurs centaines de participants (en 1990 à Prague, en 1992 à Bratislava, en 1993 en Ankara, en 1995 à Tuzla, en 2000 à Bakou) ou des conférences et rencontres plus restreintes et spécialisées (par exemple en juin 2003 à Thessalonique dans le cadre du Forum Social Grec).

## L'Assemblée européenne des citoyens, branche française du hCa

### Historique
Plusieurs groupes ont participé au début des années 1990 à la création de la branche française du hCA, l'Assemblée européenne des citoyens, ainsi que de nombreuses personnalités. Les membres du réseau du CEDETIM y ont été étroitement associés et, en particulier, ses responsables tels Gus Massiah et Bernard Dreano. D'autres responsables politiques l'ont aussi soutenue, comme Michel Rocard, Václav Havel, Bronislaw Geremek, Georges Papandréou, Jack Ralite et Robin Cook.

### Principales activités

#### Sur le plan international
L'AEC participe à un ensemble d’initiatives concrètes pour la citoyenneté, l’intégration européenne, la paix, la justice sociale, la démocratie et les droits de l’Homme. Elle est également active dans les différents FSM (Forum social mondial). Elle était ainsi présente à Nairobi.
Avec le réseau IPAM, l'AEC a lancé un grand nombre d'actions de soutien et de solidarité en Europe de l'Est : l'Assemblée soutient le comité Tchétchénie  depuis sa création en 1999 ; dans les années 1990, alors que les guerres du Caucase s’accompagnaient de milliers de prises d’otages, l'AEC et les groupes HCA ont établi une liste de 4 812 noms d’otages ou disparus, ce qui a facilité la libération de près de 500 d’entre eux. Elle intervient aussi en Tchéquie, en Moldavie, en Ukraine et dans les Balkans.  Elle écrit ainsi à propos des Roms : "Roms, Tsiganes, « Égyptiens », ils fascinent souvent, inquiètent parfois, mais restent toujours bien méconnus. Les Rroms des Balkans ne sont pas tous musiciens et ne « rêvent » pas tous de venir s’installer sur des terrains insalubres en bordure des autoroutes françaises."
L'AEC a lancé en Afrique de multiples manifestations d'aide culturelle. Ainsi, par exemple à Bamako (Mali), lors du forum social mondial polycentrique de janvier 2006, Bernard Dreano a développé en quoi la démocratie « implique la liberté d’opinion, le respect des droits des minorités, la confrontation pacifique des intérêts et donc la liberté d’organisation et l’État de droit ». Pour lui, « cela suppose pouvoirs et contre-pouvoirs et donc un espace libre, celui de la société civile forte, indépendante du pouvoir de l’État, de celui de l’économie et de la tradition ».

#### Sur le plan national
L'AEC est à l'origine ou coopère avec une multitude d'initiatives régionales promouvant la solidarité et la popularisation des actions pour les droits de l'homme. Elle est ainsi présente à Nantes
L'AEC est aussi un élément du réseau français Initiative pour un autre monde (IPAM) dont font partie, outre l'AEC, l'Association internationale de techniciens, experts et chercheurs (AITEC), l'Agence pour la solidarité internationale, la culture, le développement et l’environnement (AMORCES), le Centre d'études et d'initiatives de solidarité internationale (CEDETIM), le Centre de documentation internationale pour le développement, les libertés et la paix (CEDIDELP) et Échanges et Partenariats (E&P).
L'AEC est actuellement présidée par Bernard Dreano.